# Astorga (Spagna)
Astorga è un comune spagnolo di 12 039 abitanti situato nella provincia di León, comunità autonoma di Castiglia e León.
Cittadina medioevale, sorge nell'aspra e povera zona montagnosa detta Maragatería del versante sud-ovest della Cordigliera Cantabrica.

## Storia
Il primo insediamento umano risale al periodo dei Celto-Liguri, conquistata dai Romani la città prese il nome Asturica Augusta e si ingrandì. È citata da Plinio il Vecchio che la definisce una splendida città. Tiberio nel 24-25 costruì la strada che congiungeva la capitale della Lusitania Emerita Augusta (Mérida) con Astorga e una testimonianza della presenza romana sono resti delle mura e dell'Ergastula grande carcere di schiavi visibile oggi nei sotterranei delle casas consistoriales.
Nel Medioevo divenne un'importante tappa del Camino de Santiago nel tratto fra León e Ponferrada: qui infatti la via di pellegrinaggio proveniente dal sud, la Vìa de la Plata, si riuniva al Camino francés, e per questo rafforzò la sua cinta muraria. La lingua leonese è ancora parlata nella regione.
Durante la guerra d'indipendenza spagnola (1808-1812) Astorga resistette ad un duro assedio da parte delle truppe napoleoniche che risultò in una dura sconfitta per gli attaccanti. Questo episodio valse alla città il titolo di Benemerita.

### Simboli
Stemma
Bandiera
La bandiera è un drappo di color rosso con lo stemma al centro.

### Onorificenze
Per i meriti conseguiti dalla città e dai suoi abitanti lungo i secoli Astorga vanta il titolo di Città nobilissima, leale, benemerita, magnifica, augusta e bimillenaria.

## Monumenti e luoghi d'interesse

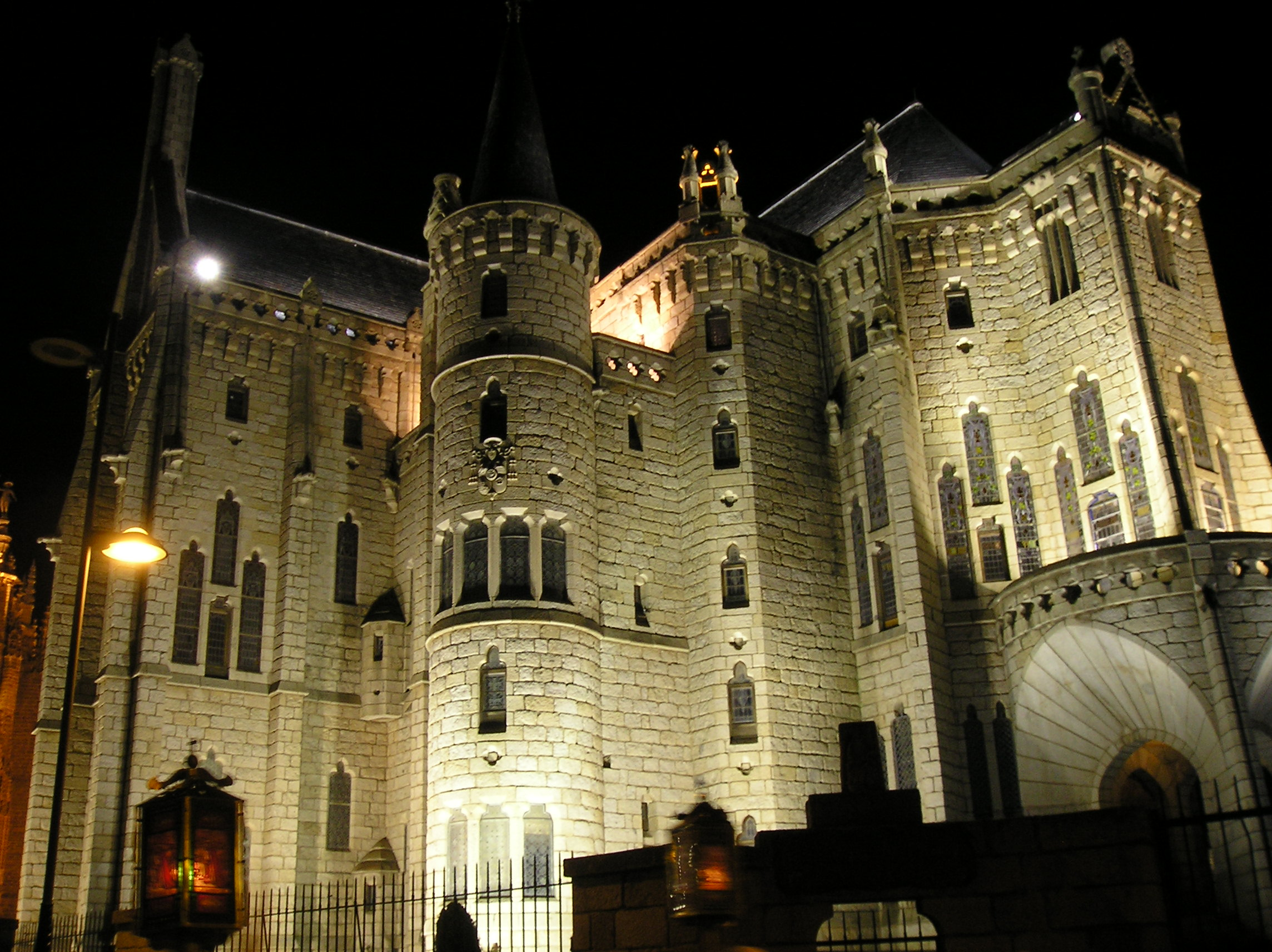
Palazzo episcopale di Astorga, veduta notturna

Astorga è sede vescovile ed ha una bella cattedrale di origini antichissime. Sorge infatti sul posto di una basilica del III secolo, sostituita poi nel 1069 da una chiesa romanica. L'edificio attuale di stile gotico fiammeggiante fu iniziato nel 1471 ma finito nel XVII secolo per cui risulta un misto di forme gotiche, plateresche, barocche, comunque piacevole.
Opera del 1887-1894 di Antoni Gaudí nel suo stile neogotico particolare è il Palacio Episcopal trasformato nel 1963 in Museo de los Caminos che conserva manoscritti, documenti, dipinti, statue che si riferiscono ai pellegrinaggi a Santiago di Compostela.
Nella Plaza Mayor si trovano le Casas consistoriales rinascimentali del secolo XVII con la facciata a torri e con un orologio a figure (che rappresentano alcuni Maragatos) che battono le ore. La chiesa di Santa Maria, che si affaccia sulla piazza della Cattedrale, faceva parte di un monastero del X secolo, poi è stata rifatta e barocchizzata. Nella stessa piazza si trovano anche: la Capilla de San Esteban, cappella gotica del Seicento e l'Hospital de San Juan, il più importante del cammino di Santiago in Spagna costruito nel 1178 e rifatto nel XVIII secolo.

## Cultura

### Feste
Patrona della città è santa Marta i cui festeggiamenti occupano tutta l'ultima settimana d'agosto. Dal 2004 si ricorda il passato astur-romano della città durante l'ultima settimana di luglio con eventi di gastronomia, concerti e rappresentazioni a tema.

## Amministrazione

### Gemellaggi
- Braga